# Bernard Rottiers
Bernard Eugène Antoine Rottiers (Antwerpen, 15 augustus 1771 - Brussel, 6 juli 1857), was een Vlaams-Nederlandse militair, auteur en verzamelaar van oudheden. De drie door hem bijeengebrachte 'collecties Rottiers' vormen een belangrijk deel van de basiscollectie van het Rijksmuseum van Oudheden te Leiden.

## Levensloop

### 1771 - 1795: loopbaan in het leger
Bernard Eugène Antoine Rottiers werd geboren in 1771 in Antwerpen, toen deel uitmakend van de Oostenrijkse Nederlanden. Op 18-jarige leeftijd trad hij als cadet in Oostenrijkse dienst en werd al spoedig bevorderd tot onderofficier. Na de slag bij Jemappes in 1792, waarbij Franse revolutionaire troepen het Oostenrijkse leger versloegen en de Oostenrijkse Nederlanden bezetten, nam Rottiers de wijk naar de noordelijke Nederlanden en trad in dienst bij de mariniers in Rotterdam. Naar zijn eigen zeggen zat Rottiers in dezelfde vissersboot die in 1795 stadhouder Willem V naar Engeland bracht.

### 1795 - 1818: in Engelse, Hollandse en Russische dienst
De jaren 1795 - 1802 was Rottiers in Engelse dienst. In 1802 keerde hij terug naar Nederland, waar koning Lodewijk Napoleon hem benoemde tot kapitein bij de algemene staf van het leger. In 1809 reisde Rottiers naar Rusland en trad in dienst van de tsaar. Hij diende in Georgië en Azerbeidzjan en nam deel aan de Russische veroveringstochten aldaar. Hij werd benoemd tot kolonel. In 1818 vroeg en kreeg Rottiers eervol ontslag en aanvaardde met zijn vrouw en kinderen de terugtocht naar Antwerpen.

### Terugkeer naar de Nederlanden, verkoop van de eerste collectie
De reis voerde de familie Rottiers van Tiflis eerst naar Constantinopel, vervolgens naar Athene en daarna via Italië en Frankrijk naar de Nederlanden. Tijdens deze reis breidde Rottiers zijn al in Rusland opgebouwde collectie oudheden uit met diverse aankopen. Eenmaal in Nederland aangekomen verkocht Rottiers zijn collectie aan het zojuist opgerichte Rijksmuseum van Oudheden te Leiden. De ervaringen die hij tijdens de reis had opgedaan legde hij vast in het in 1829 verschenen Itinéraire de Tiflis à Constantinople.

### Tweede collectie
In 1820 nam Rottiers weer dienst in het Nederlandse leger en het jaar daarop verkocht hij een tweede collectie oudheden aan het Leidse museum, ditmaal een verzameling die in Griekenland door zijn zoon Jean Rottiers was bijeengebracht.

### In dienst van koning Willem I, de derde collectie
In 1824 stelde Rottiers aan koning Willem I voor om een reis naar Griekenland te ondernemen met het doel daar oudheden aan te kopen. De koning en de regering stemden in en stelden Rottiers een oorlogsschip en geld ter beschikking. De reis duurde anderhalf jaar en besloeg het grootste deel van de jaren 1825 en 1826. Rottiers werd vergezeld door zijn jongste zoon Victor en de jonge Antwerpse schilder Petrus Josephus Witdoeck. Op de heenreis voerde hij een opdracht uit van de hertog van Blacas (duc de Blacas), de Franse zaakgelastigde bij de Heilige Stoel. De Franse regering wilde dat Rottiers een uitvoerige beschrijving maakte van de kust en fortificaties van Algerije met het oog op een mogelijke Franse invasie van dat land. Toen de Franse regering in 1830 inderdaad besloot om Algerije te annexeren, bood Rottiers de Franse regering zijn diensten aan. Deze werden echter afgewezen.

### Vijf maanden op Rhodos
Sinds Rottiers voor het laatst in Griekenland was geweest, in 1819, was er veel veranderd. De Grieken waren inmiddels in opstand gekomen en een groot deel van het vasteland en de eilanden was het toneel van gevechten tussen de opstandelingen en Turkse troepen. Dit beperkte Rottiers in de keuze van zijn reisdoelen. Een groot deel van de reis bracht het gezelschap door op Rhodos, dat geen deel had aan de opstand. Beperkt in zijn bewegingsvrijheid door een achterdochtige Turkse gouverneur, maakte Rottiers uitvoerige notities van de middeleeuwse monumenten in Rhodos-stad. Deze notities werkte hij later uit tot Description des monuments de Rhodes (1830), een uitvoerige beschrijving van de ridderstad Rhodos, verlucht door talloze gravures van Witdoeck. Het boek werd een internationale bestseller en vormt nog steeds een zeer belangrijke bron van informatie over de stad Rhodos.
Teruggekeerd in Nederland, verkocht Rottiers ook de op deze reis verworven collectie oudheden aan het museum, maar de directeur, Prof. C.J. Reuvens was teleurgesteld over de kwaliteit en de kwantiteit van de opbrengst. Na 1826 zouden Rottiers en het museum geen zaken meer doen.

### Na de Belgische Opstand
De Belgische Opstand van 1830 bracht Rottiers in gewetensnood, hij wilde trouw blijven aan koning Willem I, maar wilde evenmin zijn woonplaats Antwerpen verlaten. Tijdens de opstand verleende Rottiers onderdak aan de Nederlandse generaal David Hendrik Chassé, de verdediger van de citadel van Antwerpen. Tijdens de gevechtshandelingen werd ook het huis van Rottiers door geschut geraakt en ging een deel van zijn eigen verzameling verloren.
Na de Belgische afscheiding verhuisde Rottiers naar Brussel waar hij, inmiddels generaal, in 1857 overleed en met militaire eer werd begraven.
Bernard Rottiers was gehuwd met de uit Breda afkomstige Placida Millot. Het echtpaar kreeg zes kinderen. Rottiers' oudste zoon, Jean Nepomucene Rottiers, emigreerde in 1824 naar de Verenigde Staten, waar zijn talrijke nazaten nog steeds wonen.